# Felton Messina
 (14 novembre 2018).
Le contenu est difficilement compréhensible vu les erreurs de traduction, qui sont peut-être dues à l'utilisation d'un logiciel de traduction automatique.
 (juillet 2009).
Felton Messina est un karatéka dominicain. Il commence la pratique du Karatedo en 1966 alors qu'il étudiait à l'Université de Puerto Rico campus Mayaguez, sous la supervision de son premier professeur, le portoricain Edwin Hernandez. Il a commencé par Hernandez, dans la pratique, le style d'Okinawa Kenpo de Karatedo. Au cours de l'année 1968 pour l'examen du premier degré ceinture noire donne et reçoit un certificat des mains du professeur Hernandez. Felton Messine ingénieur revient à la République dominicaine, sa patrie, en l'an 1969. À l'arrivée à Saint-Domingue se rend compte que la seule arts martiaux qui ont pratiqué le judo et taekwondo. Un groupe de jeunes d'apprendre leur arrivée dans la nation dominicaine lui a demandé de leur apprendre le japonais de style de Karatedo, qui avait pratiqué à Puerto Rico. En 1969, l'association est né Kenpo Karatédo qui a été répandue dans la République dominicaine. Depuis la présidence de la Fédération de Judo dominicaine, Felton Messine, sur l'avis du président du Comité olympique dominicaine pour former ce qui est maintenant connu sous le nom de Fedoka (Fédération de Karaté dominicaine) qui, à son tour, a également été reconnu par le Comité olympique dominicaine. En reconnaissance de Messine Fedoka Felton livre le dominicaine Fédération de Judo et devient le premier président de la Fédération dominicaine de Karaté. Professeur de Messina, à partir de l'an 1975, changer de style Kenpo Karatédo style Nihon Koden Shindo Ryu, selon les enseignements du grand maître Hiroyuki Hamada, le lieu de naissance de la province de Sendai, prefactura Kagoshima, au Japon.

## Contribution à Karatédo en République Dominicaine
Felton Messina, en plus d'avoir été parmi les pionniers de Karatédo sur l'île de Porto Rico, est aussi appelé le père de Karatédo en République dominicaine. Il a remporté la mention parce que c'était la première personne qui accomplit et la propagation de Karatedo à travers le territoire dominicain, en atteignant l'association ont Kenpo de Karatedo, qui a conduit plus de 6 500 étudiants de toute la République dominicaine. Felton Messine est également responsable d'avoir présenté le Karatédo la milice de la République dominicaine, de divertissement tant dans l'auto-défense comme une compétition de karaté au 4 des forces armées (aviation, armée, la marine et de la police nationale). Felton Messine a été entraîneur-chef de la sélection dominicaine de Karaté, à plusieurs reprises, avant le tournoi panaméricaine et mondiale de cette discipline, pourrait faire des champions qui a donné la luminosité de Karaté.
Professeur Messina est le premier dominicaine à écrire un livre sur les pratiques de Karatédo spécifiquement sur le style Nihon Koden Shindo Ryu, publié en 1979. Messina actuellement professeur vient de terminer son deuxième livre sur Karatédo intitulé "The Physics of Karatédo pas répondu à des questions sur cet art."

## Trajectoire dans Karatédo
Il a commencé à pratiquer le style Nihon Koden Shindo Ryu en 1975, lorsque le grand maître japonais Hirouyuki Hamada a été invité par le professeur Messine, à enseigner le karaté style qui avait créé. L'enseignant Hamada a été un mois en République dominicaine enseignement directement à Messine, ainsi que des étudiants avancés de l'association de Karatedo Kenpo. Avant de retourner au Japon, M. Hamada évalués dans le cadre d'un vaste examen de Messine Felton, obtenir la 3e année d'études. Dan mains du capitaine Hamada. Felton Messine rendu quatre fois à la pratique au dojo Master Hamada, où il a été promu aux degrés successifs jusqu'à ce qu'il atteigne le plus haut degré est dans le style Nihon Koden Shindo Ryu appelé à Soshihan espagnol qui traduit signifie "maître" 1999, en présence de 10 de ses disciples, Amériques, qui l'accompagnaient. Le degré de Soshihan donnée à Messine enseignant donne le pouvoir d'élargir le style Nihon Koden Shindo Ryu à travers le monde à l'exception de l'archipel japonais. Le professeur Messine s'est propagé à la présente le style des pays suivants: Venezuela, Puerto Rico, États-Unis, de Cuba, le Cambodge et la République dominicaine. Il est le seul dominicaine qui a été en mesure d'élargir le Karatédo international, et fondé des écoles dans les pays mentionnés ci-dessus.

## Gagnés Grades
Felton Messina détient à l'heure actuelle, le degré de Soshihan (10mo. Dan) pour le monde entier, sauf pour le Japon, au Japon possède le degré de la 7e. Dan. La Fédération Mondiale de Karaté (FMK), il a reconnu l'ampleur de la 7e. Dan.Il a également le 1er degré ceinture noire. Dan, dans le style de Iaido appelé Muso Shinden Ryu. Cette mesure a été prise au Japon sous la supervision de l'enseignant Iwagoro Setoguchi en 1977.